# ناجي عبد المطلوب
ناجي عبد المطلوب ، لاعب كرة قدم سعودي سابق.
و قد كان يلعب مع نادي الهلال السعودي.

## كأس الخليج 1974
و قد سجل هدف في مرمى منتخب قطر لكرة القدم.